# Louxor (taureau)
Pour les articles homonymes, voir Louxor (homonymie).
Louxor est un taureau de race Prim'Holstein, né et élevé en Bretagne, considéré comme le meilleur reproducteur laitier du monde en 2016 et 2017 de par son index de synthèse unique (ISU), et la sélection génomique. 

## Histoire
Louxor naît le 4 mars 2015, à l’Earl Chartier de Merdrignac en Bretagne, dans les Côtes-d'Armor, du taureau Iznogoud et de la vache Hyacinthe. En avril 2016, il est indexé à 237 points d'ISU, soit 24 points devant le second taureau français. Ce niveau d'index est considéré comme « extrêmement haut et rare », d'après Paysan Breton ; La France agricole le qualifiant de taureau « exceptionnel ». 
Il vit dans la taurellerie de Saint-Aubin-du-Cormier, en Ille-et-Vilaine. Il est numéro un mondial durant 5 indexations. Il est l'un des taureaux français les plus recherchés.

## Description
De race Prim'Holstein, il est noir et blanc, et pèse 827 kg en septembre 2017.

## Reproduction
Il devient disponible à la reproduction en juillet 2017. La demande pour des filles de Louxor est forte, les trois plus hauts prix de vente au SPACE 2017 ayant été atteints par ses génisses.